# Hybrid Theory
Hybrid Theory là album phòng thu đầu tay của ban nhạc rock người Mỹ Linkin Park, do hãng thu âm Warner Bros. Records phát hành vào ngày 24 tháng 10 năm 2000. Tác phẩm được ghi âm tại NRG Recordings ở Bắc Hollywood, California và do Don Gilmore sản xuất. Chủ đề lời ca khúc của album liên hệ đến những vấn đề mà giọng ca chính Chester Bennington trải qua thời niên thiếu, gồm lạm dụng ma túy, những lần cha mẹ anh cãi vã triền miên và sau cùng đi đến ly hôn. Hybrid Theory lấy tựa đề từ tên cũ của ban nhạc cũng như khái niệm nhạc lý và kết hợp các phong cách khác nhau. Đây cũng là album duy nhất của ban nhạc vắng mặt tay bass Dave "Phoenix" Farrell, song anh vẫn được ghi công sáng tác ở một số bài của album. 
Bốn đĩa đơn được phát hành trích từ Hybrid Theory: "One Step Closer", "In the End", "Crawling" và "Papercut", cả bốn bài đều góp phần tạo dựng danh tiếng của Linkin Park trên thị trường đại chúng. Trong khi "In the End" là bài thành công nhất trong bốn đĩa đơn, thì tất cả các đĩa đơn còn lại vẫn thuộc nhóm những ca khúc thành công nhất của ban nhạc. Tuy "Runaway", "Points of Authority" và "My December" không được phát hành làm đĩa đơn ở album tặng kèm bản đặc biệt, chúng vẫn là những bài hit nhỏ trên các đài phát thanh alternative rock nhờ có thành công của cả bốn đĩa đơn lẫn album của ban nhạc.
Hybrid Theory nhận được đa số các đánh giá tích cực từ giới phê bình sau ngày phát hành, gặt hái thành công thương mại lớn. Album đoạt hạng cao nhất là vị trí á quân trên của Billboard 200 Hoa Kỳ, nhạc phẩm sở hữu tới 12 đĩa bạch kim của Hiệp hội Công nghiệp Ghi âm Hoa Kỳ (RIAA). Tác phẩm cũng lọt top 10 ở 15 quốc gia khác và tiêu thụ được 32 triệu bản toàn thế giới, trở thành album đầu tay bán chạy nhất kể từ Appetite for Destruction (1987) của Guns N' Roses. Tại lễ trao giải Grammy lần thứ 44, album thắng giải trình diễn hard rock xuất sắc nhất cho bài "Crawling" và được đề cử album rock xuất sắc nhất.
Ngày 13 tháng 8 năm 2020, Warner Records thông báo tái phát hành Hybrid Theory nhân kỷ niệm 20 năm ra mắt nhạc phẩm. Một bài demo chưa từng được phát hành trước đó là "She Couldn't" ra mắt vào cùng thời điểm ấy.

## Hoàn cảnh ra đời

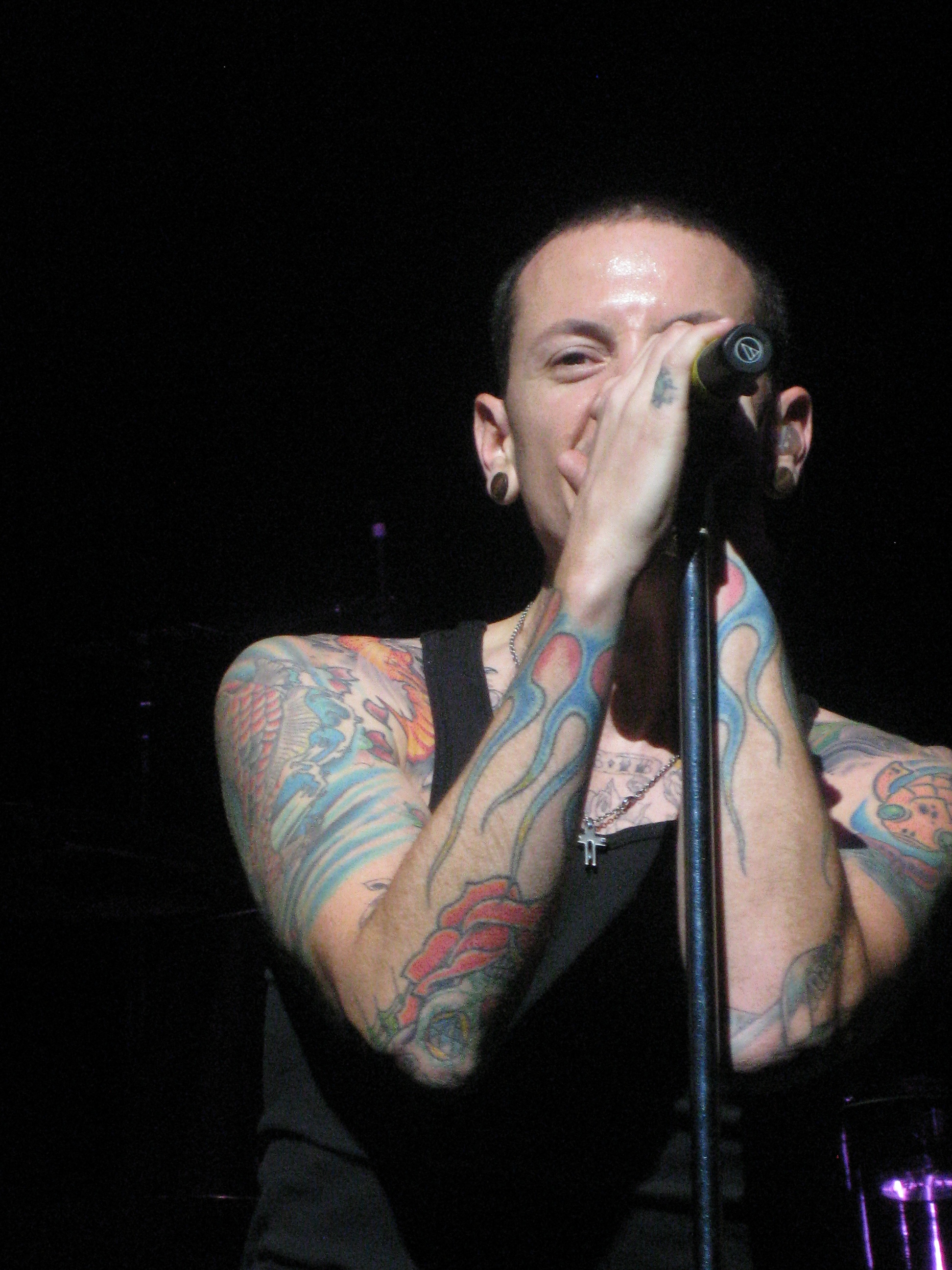
Bennington hát trực tiếp tại Texas

Năm 1996, những người bạn thời trung học Rob Bourdon, Brad Delson và Mike Shinoda lập nên ban nhạc rap rock Xero. Sau khi tốt nghiệp, họ tuyển mộ Joe Hahn, Dave "Phoenix" Farrell và Mark Wakefield để biểu diễn trong ban nhạc. Do hạn chế về nguồn lực, năm 1996, ban nhạc bắt đầu thu âm và sản xuất bài hát bên ở phòng thu tạm thời, nằm trong phòng ngủ của Shinoda, từ đó cho ra đời album gồm bốn bài demo. Họ đặt tên album ấy là Xero và phát hành sản phẩm vào tháng 11 năm 1997. Sau đó, Delson (lúc ấy là sinh viên của Đại học California)  giới thiệu ban nhạc với Jeff Blue (phó chủ tịch ban A&R của Zomba Music), vì Delson từng làm thực tập cho Blue hồi đại học. Blue ngay lập tức hứng thú với ban nhạc, nhưng không chốt được hợp đồng thu âm. Sau khi xem tiết mục của Xero vào năm 1998, ông tin rằng ban nhạc cần một giọng hát chính khác. Thất vọng vì không thành công với hãng thu âm, Wakefield và Farrell đã rời ban nhạc.
Blue tiến cử giọng ca quê gốc Arizona Chester Bennington - cựu thành viên của Grey Daze. Ngày 20 tháng 3 năm 1999, Blue gọi điện cho Bennington đúng dịp anh mừng sinh nhật 23 tuổi, rồi gửi cho Bennington các tệp băng ghi những bài chưa phát hành của Xero vào ngày hôm sau. Một băng chứa giọng hát của Wakefield, còn băng kia chỉ là bốn bài khí nhạc (instrumental track), và Blue yêu cầu Bennington "thể hiện các bài hát". Bennington đã viết và thu âm phần giọng mới trên phần khí nhạc rồi gửi băng thu lại cho Blue. Đến ngày 23 tháng 3, Bennington ở Los Angeles để thử giọng cho Xero. Ban nhạc đã thử nghiệm nhiều người cho vị trí ca sĩ chính, Shinoda sau này thừa nhận rằng ấn tượng hình ảnh ban đầu của nhóm về Bennington khiến họ lo ngại về phong cách của anh, dù rõ ràng Bennington là người thể hiện xuất sắc nhất trong số các ứng viên. Như Delson kể lại: "[Bennington] thực sự là mảnh ghép cuối cùng của bức tranh [...] Chúng tôi chưa từng thấy ai khác có tài năng gần bằng anh ấy."
Sau khi Bennington chính thức tham gia, năm thành viên đổi tên ban nhạc thành Hybrid Theory. Sau đó, tay bass Kyle Christner được tuyển mộ để hoạt động tạm thời trong ban nhạc. Đội hình này của nhóm đã phát hành đĩa EP cùng tên. Nhờ một đội ngũ chuyên tiếp thị (street team), đĩa EP chủ yếu được quảng bá qua các phòng chat và diễn đàn trên internet. Tháng 10 năm 1999, Christner rời nhóm nhạc. Người thay thế vị trí chơi bass của anh là Scott Koziol và Ian Hornbeck, họ cùng với Delson đã đóng góp các bản ghi bass cho sản phẩm của ban nhạc. Khi vẫn chưa ký được hợp đồng nào, ban nhạc lại tìm đến Blue (lúc bấy giờ ông đã chia tay Zomba và trở thành phó chủ tịch của Warner Bros. Records). Đến tháng 11 năm 1999, ban nhạc được ký hợp đồng thu âm. Họ đổi tên lần nữa và chốt cái tên "Linkin Park".

## Sáng tác và thu âm
Phần nhạc tiền đề cho Hybrid Theory do chính Linkin Park sản xuất đầu tiên vào năm 1999 dưới dạng băng demo gồm chín bài. Ban nhạc gửi cuốn băng này tới nhiều công thu thu âm và trình diễn 42 buổi giới thiệu sản phẩm (showcase) trước đại diện của các công ty thu âm, gồm cả những tiết mục ở buổi giới thiệu sản phẩm trước Mike Galaxy (nhân viên chiêu thị kiêm ông bầu ở Los Angeles) tại The Gig ở Melrose. Tuy nhiên, lúc đầu họ bị phần lớn các hãng thu âm lớn và nhiều hãng thu âm độc lập từ chối. Năm 1999, ban nhạc ký được hợp đồng với Warner Bros. Records, phần lớn là nhờ những lời giới thiệu liên tục của Jeff Blue - ông đã gia nhập vào hãng đĩa sau khi rời khỏi Zomba.
Tuy ban đầu gặp khó để tìm ra một nhà sản xuất nhận lời đảm nhiệm album đầu tay của ban nhạc mới ký hợp đồng, song cuối cùng, Don Gilmore đã đồng ý làm trưởng dự án, còn Andy Wallace làm người trộn âm. Các buổi thu âm (chủ yếu thu lại các bài hát từ băng demo) bắt đầu tại NRG Recordings ở Bắc Hollywood, California vào tháng 3 năm 2000 và kéo dài bốn tháng. Những đoạn rap của Shinoda ở đa số các bài hát bị thay đổi đáng kể so với bản gốc, còn hầu hết điệp khúc vẫn gần như nguyên vẹn. Do vắng mặt Dave Farrell và Kyle Christner (những người từng tham gia làm đĩa EP năm 1999), nên ban nhạc đã thuê Scott Koziol và Ian Hornbeck làm tay bass thế thân, và Delson cũng chơi bass trong phần lớn album. Bộ đôi Dust Brothers góp các nhịp bổ sung cho bài "With You".
Bennington và Shinoda sáng tác phần lời ca khúc của Hybrid Theory một phần dựa theo những băng demo đầu tiên với Mark Wakefield. Shinoda miêu tả phần lời nhạc như những cách diễn giải về cảm xúc, tâm trạng và trải nghiệm phổ quát, đồng thời là "những cảm xúc đời thường bạn vẫn nói đến và suy ngẫm." Sau đó Bennington miêu tả trải nghiệm sáng tác bài hát với tạp chí Rolling Stone vào đầu năm 2002:
Rất dễ rơi vào trạng thái đó - 'tội nghiệp tôi, tội nghiệp tôi', đó là nguồn gốc của những ca khúc như 'Crawling': Tôi không thể chịu đựng chính mình. Nhưng bài hát này nói về việc chịu trách nhiệm cho hành động của bản thân. Tôi không hề nói 'bạn' ở bất cứ đoạn nào. Bài hát nói về việc chính tôi là lý do khiến mình cảm thấy như vậy. Có thứ gì đó trong tôi đang kéo tôi xuống.

## Cấu trúc và các bài hát
Phần nhạc của Hybrid Theory được lấy từ nhiều nguồn cảm hứng khác nhau. Lối hát của Bennington chịu ảnh hưởng từ những nghệ sĩ như Depeche Mode và Stone Temple Pilots, còn những đoạn riff và kỹ thuật chơi đàn của nghệ sĩ guitar Brad Delson phỏng theo Deftones, Guns N' Roses, U2 và The Smiths. Nội dung phần lời bài hát chủ yếu nhắc đến những vấn đề mà Bennington gặp hồi nhỏ, gồm thường xuyên lạm dụng rượu và ma túy quá nhiều, cha mẹ ly hôn, sự cô lập, nỗi thất vọng và dư âm tình cảm từ những mối quan hệ đổ vỡ. Về mặt phong cách, album được miêu tả là nu metal, rap metal, rap rock, alternative metal, alternative rock và hard rock.
Cuối cùng album cho ra đời bốn đĩa đơn. "One Step Closer" (bài thứ hai và đĩa đơn đầu tiên của album, phát hành ngày 29 tháng 8 năm 2000) được ghi dần từng phần một sau khi Linkin Park chật vật xử lý bài "Runaway". "One Step Closer" có một câu đàn guitar riff và bộ gõ điện tử ở phần mở bài, rồi chuyển sang khúc bridge với tiếng guitar sử dụng hiệu ứng nhiều distortion và tiếng trống kích động. Ca khúc cũng nổi tiếng với "Shut up when I'm talkin' to you!" - điệp khúc bằng kỹ thuật screamming của Bennington dài một phút 48 giây trước khi vào bài. Video âm nhạc của "One Step Closer" được ghi hình tại một tàu điện ngầm ở Los Angeles và ngay lập tức thành hit, sau đó nhận được nhiều lần phát sóng trên MTV và các kênh truyền hình âm nhạc khác. Tay bass thế thân Scott Koziol xuất hiện và biểu diễn cùng ban nhạc trong video.
"Crawling" được phát hành ngày 2 tháng 4 năm 2001. Bennington miêu tả đĩa đơn thứ hai "Crawling" là "nói về cảm giác tựa như việc tôi chẳng thể khống chế bản thân trước ma túy và rượu."
"Papercut" (phát hành ngày 18 tháng 6 năm 2001) là đĩa đơn thứ ba của album, phần lời ca khúc miêu tả về paranoia. Video âm nhạc của "Papercut" có cảnh ban nhạc biểu diễn ở một hành lang, đối diện một căn phòng tối hoàn toàn, trên tường có ghi lời bài hát bằng những dòng chữ nguệch ngoạc. Nhiều đề tài siêu nhiên xuất hiện trong video, hiệu ứng kỹ xảo được sử dụng để tạo nên những cảnh kỳ quái, như ngón tay của Shinoda "dãn dài" còn mặt của Bourdon "tan chảy".
Đĩa đơn thứ tư và cuối cùng từ Hybrid Theory là "In the End", được phát hành vào ngày 9 tháng 10 năm 2001. Bài hát nổi bật với đoạn riff đặc trưng của Shinoda trên dương cầm. Phần rap của anh cũng chiếm phần lớn phiên khúc của bài, sau đó có thêm phần hát của Bennington ở điệp khúc. Video âm nhạc của "In the End" được ghi hình ở nhiều chặng khác nhau cùng với tour Ozzfest 2001, do Nathan "Karma" Cox và DJ Joe Hahn của ban nhạc làm đạo diễn, về sau họ còn đạo diễn nhiều video nhạc của Linkin Park trong tương lai (hai người cũng làm đạo diễn video nhạc của "Papercut"). Tuy bối cảnh của "In the End" được thu hình tại một hoang mạc ở California, song đích thân ban nhạc đã biểu diễn trên sân khấu phòng thu tại Los Angeles, với các hiệu ứng CGI và compositing nổi bật được dùng để tạo ra bản hoàn chỉnh. Cũng nhờ ban nhạc biểu diễn trong phòng thu mà Hahn và Cox bật được các ống nước phía trên sân khấu gần cuối video và làm nhóm bị ướt. Video nhạc đã thắng giải Video nhạc rock xuất sắc nhất tại lễ trao giải Video âm nhạc của MTV 2002.
"Points of Authority" (bài thứ tư trong album) có video nhạc riêng, và MV được đưa vào đĩa DVD đầu tiên của ban nhạc là Frat Party at the Pankake Festival. Tay trống Rob Bourdon miêu tả quá trình thu thanh ca khúc: "Brad viết ra câu riff rồi về nhà. Mike quyết định chia đoạn riff thành các phần khác nhau và sắp xếp lại chúng trên máy tính [...] Brad buộc phải tự học phần nhạc của mình từ máy tính." Nói về ca khúc, Delson dành lời khen kỹ năng của Shinoda, miêu tả anh là "một thiên tài" và "tài năng như Trent Reznor".

## Thiết kế bìa
Khi Hybrid Theory trở thành album đầu tiên của Linkin Park Mike Shinoda (từng làm nhà thiết kế đồ họa trước khi trở thành nhạc sĩ chuyên nghiệp) cho biết ban nhạc đã tìm cảm hứng qua nhiều cuốn sách về cách giới thiệu bản thân họ lần đầu. Kết quả là hình một người lính đeo cánh đã ra đời, do chính Shinoda minh họa. Theo lời Chester Bennington, ý tưởng về người lính đeo cánh chuồn chuồn ngô có dụng ý miêu tả sự pha trộn các yếu tố nhạc nhẹ và nặng đô nhờ sử dụng vẻ ngoài kiệt sức của người lính và những nét vẽ mỏng manh của đôi cánh. Phong cách nghệ thuật chủ yếu lấy cảm hứng từ kỹ thuật vẽ stencil graffiti, như các tác phẩm đầu tiên của Banksy. Bìa đĩa cũng có phần lời các ca khúc trong album bị sắp xếp hỗn độn ở phần nền, mà phần lời của bài "One Step Closer" là nổi bật nhất.

## Tour diễn
Sau thành công của Hybrid Theory, Linkin Park nhận được lời mời biểu diễn tại nhiều tour diễn và hòa nhạc rock như Ozzfest, Family Values Tour, Almost Acoustic Christmas của KROQ-FM và tour diễn do chính ban nhạc khởi động mang tên Projekt Revolution, với phần diễn chính của Linkin Park và có sự tham gia của các ban nhạc khác như Cypress Hill và Adema. Trong thời gian này, Linkin Park tái hợp với tay bass đời đầu của họ là Dave "Phoenix" Farrell. Ban nhạc duy trì một tạp chí trực tuyến qua trang web chính thức suốt thời gian họ đi lưu diễn vào năm 2001 và 2002, và trên tạp chí đó, từng thành viên đều tạo một ký hiệu tương ứng. Tuy các ghi chú không còn trên trang web của họ nữa, song chúng vẫn xuất hiện trên các trang web của người hâm mộ (fansite). Linkin Park đã diễn tới 324 show vào năm 2001.

## Đón nhận

### Đánh giá chuyên môn
| Đánh giá chuyên môn           | Đánh giá chuyên môn |
| Nguồn đánh giá                | Nguồn đánh giá      |
| Nguồn                         | Đánh giá            |
| ----------------------------- | ------------------- |
| AllMusic                      | [ 55 ]              |
| Classic Rock                  | 6/10                |
| Kerrang!                      | 5/5                 |
| Melodic                       | [ 58 ]              |
| Melody Maker                  | [ 59 ]              |
| NME                           | 6/10                |
| Pitchfork                     | 7,6/10              |
| Q                             | [ 62 ]              |
| Rolling Stone                 | [ 63 ]              |
| The Rolling Stone Album Guide | [ 64 ]              |

Hybrid Theory nhận được nhiều đánh giá tích cực từ giới phê bình. Mike Ross của Jam! khen album là sự kết hợp hiệu quả giữa hip hop và heavy metal, xem Linkin Park là "một trong những ban nhạc rap metal mới xuất sắc nhất". Stephanie Dickison (PopMatters) nhận xét họ là "nhóm nhạc tài năng và phức tạp hơn nhiều so với những nhóm boy band hard rock gần đây" và "sẽ tiếp tục khiến âm nhạc chuẩn mực phải thách thức và mê hoặc." Trên tạp chí Q, Dan Silver nhận định ban nhạc đã mang đến "chất rock u uất... một góc nhìn điện tử đầy hiệu quả". Johan Wippsson từ Melodic khen ngợi khâu sản xuất của Don Gilmore và miêu tả Hybrid Theory là "hủy diệt và giận dữ nhưng luôn ẩn chứa cảm xúc giai điệu được kiểm soát tinh tế". Robert Christgau (The Village Voice) chấm album 2 sao cùng lời khen danh dự, chọn "Papercut" và "Points of Authority" làm điểm nhấn. Ông bình luận hóm hỉnh: "Đàn ông không hiểu điều mà những chàng trai giận dữ thấu suốt".
Ở góc nhìn phê phán hơn, William Ruhlmann từ AllMusic cho rằng Linkin Park trong Hybrid Theory nghe "như kẻ đến sau trong một phong cách âm nhạc đã bão hòa." Nhà phê bình Noel Gardner (NME) nhận xét đây là album "tử tế" nhưng cần được biên tập kỹ hơn, viết rằng "những bản emo-crunchers tuyệt vời như 'With You' và 'A Place for My Head' bị làm hỏng bởi những đoạn scratching gượng ép." Matt Diehl của Rolling Stone cảm thấy album "chỉ thành công ở vài đoạn" và ban nhạc "thừa hiểu cách tạo hook", nhưng chỉ trích phần lời "sáo rỗng, đầy chất gây hấn khuôn mẫu" của Bennington và Shinoda.
Khi điểm lại Hybrid Theory năm 2006, Tyler Fisher của Sputnikmusicnhận thấy sự thiếu đa dạng âm nhạc trong album, nhưng kết luận rằng tác phẩm "xứng đáng là album đinh của dòng nhạc đại chúng ở buổi giao thời thế kỷ." Một năm sau, Ian Cohen của Stylus Magazine cho rằng dù album "gần như chẳng đọng lại gì" ngoài các đĩa đơn, nó "lại mang đến luồng gió lạ cho làng rock đại chúng, nhất là khi đặt cạnh những tác phẩm post-grunge thô ráp cùng trào lưu revival của The Strokes/White Stripes." Gabriel Szatan của Pitchfork hào hứng hơn trong bài đánh giá năm 2020; ông viết rằng "mọi xu hướng sắc sảo nhất của ban nhạc đều hòa quyện, còn những xung lực thẩm mỹ kém duyên thì bị loại bỏ" ở Hybrid Theory, đồng thời ghi nhận công lao nhóm trong việc giúp các cuộc thảo luận về sức khỏe tâm thần trở nên phổ biến "trong pop, rock, rap và mọi thể loại nặng ký khác". Luke Morton của Kerrang! nhận xét: "Không ngoa khi nói Hybrid Theory là một trong những album rock quan trọng nhất mọi thời đại."

### Giải thưởng
Tại lễ trao giải Grammy lần thứ 44 vào năm 2002, Linkin Park đoạt giải trình diễn hard rock xuất sắc nhất nhờ bài hát "Crawling". Các đề cử khác của nhóm gồm nghệ sĩ mới xuất sắc nhất và album rock xuất sắc nhất đều thất cử lần lượt trước Alicia Keys và All That You Can't Leave Behind của U2. Hybrid Theory có mặt trong nhiều danh sách "phải có" của nhiều ấn phẩm, kênh truyền hình và phương tiện âm nhạc khác. Năm 2012, Rock Sound ghi danh Hybrid Theory là album kinh điển hiện đại hay nhất trong 15 năm qua. Năm 2013, Loudwire xếp nhạc phẩm thứ 10 trong danh sách Album đầu tay hard rock xuất sắc nhất.
| Ấn phẩm                                                                             | Ghi danh                                          | Năm  | Thứ hạng | Quốc gia                 | Chú thích |
| ----------------------------------------------------------------------------------- | ------------------------------------------------- | ---- | -------- | ------------------------ | --------- |
| The Village Voice                                                                   | Pazz & Jop                                        | 2001 | 159      | Hoa Kỳ                   | [ 73 ]    |
| Classic Rock                                                                        | 100 album nhạc rock vĩ đại nhất mọi thời          | 2005 | 72       | Vương quốc Liên hiệp Anh | [ 74 ]    |
| Hiệp hội nhà bán vật phẩm thu âm quốc gia (NARM) / Đại sảnh Danh vọng Rock and Roll | The Definitive 200                                | 2007 | 84       | Hoa Kỳ                   | [ 75 ]    |
| 1001 Albums You Must Hear Before You Die                                            | 1001 album bạn phải nghe trước khi chết           | 2006 | *        | Hoa Kỳ                   | [ 76 ]    |
| Record Collector                                                                    | Nhạc phẩm hay nhất 2001                           | 2001 | *        | Vương quốc Liên hiệp Anh | [ 77 ]    |
| Rock Sound                                                                          | 101 album kinh điển hiện đại hay nhất 15 năm qua  | 2012 | 1        | Hoa Kỳ                   | [ 72 ]    |
| Rock Hard                                                                           | 500 album nhạc rock & metal hay nhất mọi thời đại | 2005 | 421      | Đức                      | [ 78 ]    |
| Kerrang!                                                                            | 50 album nhạc rock hay nhất thập niên 2000        | 2014 | 8        | Vương quốc Liên hiệp Anh | [ 79 ]    |
| Metal Hammer                                                                        | Top 20 album nhạc metal hay nhất năm 2000         | 2020 | *        | Vương quốc Liên hiệp Anh | [ 80 ]    |

* biểu thị danh sách không xếp thứ tự

## Diễn biến thương mại
Hybrid Theory ra mắt ở vị trí số 16 trên Billboard 200 của Hoa Kỳ và tiêu thụ được 50.000 bản ở tuần đầu tiên. Tác phẩm có được chứng nhận vàng của Hiệp hội Công nghiệp Ghi âm Hoa Kỳ (RIAA) năm tuần sau khi phát hành. Năm 2001, album bán ra 4,8 triệu bản ở Hoa Kỳ, trở thành album bán chạy nhất năm, và ước tính album tiếp tục bán được 100.000 mỗi tuần vào đầu năm 2002. Suốt những năm tiếp theo, album tiếp tục tiêu thụ với tốc độ nhanh và sau cùng có được chứng nhận Kim cương của Hiệp hội Công nghiệp Ghi âm Hoa Kỳ vào năm 2005 nhờ tiêu thụ được mười triệu bản ở Hoa Kỳ. Năm 2017, nhạc phẩm được trao thêm một cấp bạch kim nữa với tổng cộng 11 đĩa bạch kim. Năm 2001, đây là album bán chạy thứ hay trên toàn thế giới với 8,5 triệu bản được bán ra. Tính đến nay, album bán được 27 triệu bản trên toàn cầu, trở thành album đầu tay bán chạy nhất thế kỷ 21 (theo Sputnikmusic năm 2006). Tính đến tháng 9 năm 2020, album có được 12 đĩa Bạch kim (Kim cương) và bán ra 10,5 triệu bản ở Hoa Kỳ theo Nielsen SoundScan. Tính đến tháng 4 năm 2023, album bán được 13,58 triệu đơn vị album tương đương và 11 triệu doanh số album thuần tại Hoa Kỳ.
Sau khi Bennington mất vào ngày 20 tháng 7 năm 2017, album giành ngôi quán quân trên các bảng xếp hạng âm nhạc của iTunes và Amazon. Tác phẩm cũng tái lọt ở vị trí #27 trên Billboard 200, cùng ba album phòng thu khác của nhóm, rồi tái xuất ở top 10 (#8) trong tuần tiếp theo. Tại Vương quốc Liên hiệp Anh, album vươn đến hạng bốn (hạng cao nhất) vào năm 2001 và tái leo lên vị trí cao nhất này vào tháng 7 năm 2017, cùng tuần mà tác phẩm tái lọt top 10 ở Hoa Kỳ. Album cũng có mặt tại các bảng xếp hạng của 11 quốc gia nữa với vị trí khá cao và lọt top 10 ở các bảng xếp hạng của Vương quốc Anh, Thụy Điển, New Zealand, Áo, Phần Lan và Thụy Sĩ.
Hybrid Theory là album thể hiện xuất sắc thứ 11 trên Billboard 200 của thập niên, lọt vào top 10 ở tuần thứ 38 có mặt trên bảng xếp hạng và trụ ở top 10 trong 34 tuần. Album sở hữu gần 170 tuần hiện diện trên bảng xếp hạng tính đến năm 2017, nhờ tái xuất ở vị trí 167 vào tháng 2 năm 2011 và trong nhiều tuần cứ mỗi dịp Linkin Park phát hành album phòng thu mới.
Năm 2002, Linkin Park phát hành album phối lại (remix) mang tên Reanimation. Tác phẩm đưa vào các bài hát của Hybrid Theory đã được những nghệ sĩ nu metal và underground hip hop phối lại và tái thể hiện. Những nghệ sĩ đóng góp cho album gồm Black Thought, Pharoahe Monch, Jonathan Davis, Stephen Carpenter và Aaron Lewis. Âm thanh trong các album sau của Linkin Park thử nghiệm với nhạc cụ cổ điển như nhạc cụ dây và dương cầm. Hai loại nhạc cụ ấy (cùng với chung các yếu tố electronica từ Hybrid Theory) được đặc biệt đưa vào album phòng thu thứ hai của ban nhạc là Meteora. Như Shinoda giải thích sự khác biệt về âm thanh giữa Hybrid Theory và Meteora: "Yếu tố điện tử luôn hiện hữu trong ban nhạc – chỉ là đôi khi chúng tôi mang nó gần ngay trước mặt hơn thôi."

### Đĩa đơn
Tính đến năm 2022 theo Billboard, Hybrid Theory là một trong 15 album thể hiện xuất sắc nhất thế kỷ 21 mà không có đĩa đơn nào đoạt ngôi quán quân trên Billboard Hot 100. Hybrid Thory được phát hành tại Hoa Kỳ vào ngày 24 tháng 10 năm 2000, sau khi "One Step Closer" lên sóng phát thanh. Bốn đĩa đơn từ album được phát hành suốt năm 2001 (dù "Points of Authority" được phát hành làm đĩa đơn quảng bá), thì ba đĩa đơn đã gặt hái thành công trên các bảng xếp hạng Billboard Modern Rock Tracks của Hoa Kỳ. Đĩa đơn "In the End" có vị trí xếp hạng cao nhất trích từ album, giành ngôi quán quân trên bảng xếp hạng Modern Rock Tracks và xuất hiện trên các bảng xếp hạng khắp thế giới. Thành công của "In the End" góp phần tạo nên thành công trên bảng xếp hạng âm nhạc của Hybrid Theory, giúp nhạc phẩm giành ngôi á quân trên Billboard 200 vào năm 2002.

## Bản kỷ niệm 20 năm
Nhằm chuẩn bị cho dịp kỷ niệm 20 năm phát hành album, ban nhạc đã đề nghị người hâm mộ gửi ảnh hưởng và video liên quan đến Hybrid Theory nhằm chào mừng dịp này. Ngày 7 tháng 8, trang web chính thức của ban nhạc được tái thiết kế tạm thời thành chủ đề máy tính đầu những năm 2000, để lại các manh mối và câu đố ẩn trong trang web chứa chi tiết ẩn ý về lịch tái phát hành album, ví dụ như email, ảnh và mã cũ. Trang web được cập nhật thường xuyên, để rồi vào ngày 13 tháng 8, Warner Records đăng một thông báo về lịch tái phát hành bản kỷ niệm 20 năm. Một bài hát chưa từng phát hành trước đây là "She Couldn't" được ra mắt cùng hôm ấy.
Các đơn đặt mua sớm (pre-order) album đã xuất hiện cùng với thông báo về nội dung phát hành tác phẩm. Thông báo ghi nhiều nội dung từ thời Hybrid Theory, như bìa gốc, album remix Reanimation, EP Hybrid Theory và nhiều bài mặt B, bài demo, bài thu trực tiếp và bản remix. Đa số các bài chưa từng được phát hành trong đĩa đơn, EP và qua câu lạc bộ hâm mộ Linkin Park Underground, còn những bài khác lần đầu được phát hành trong đĩa tuyển tập này. Ngoài phần nhạc, bản siêu đặc biệt của album còn có nội dung tặng kèm thêm, gồm ba đã DVD, ấn phẩm nghệ thuật và cuốn sách dài 80 trang chứa những tấm ảnh chưa từng được công bố.
Tháng 11 năm 2023, Kyle Christner (từng chơi guitar bass trong EP Hybrid Theory) đã đâm đơn kiện Linkin Park, đòi bồi thường cho các bài hát có mặt mặt trong bản kỷ niệm 20 năm phát hành album. Tháng 3 năm 2024, hai bên đã thống nhất dàn xếp ngoài tòa với nội dung không được tiết lộ.

## Danh sách ca khúc

### Bản phát hành gốc
Tất cả các ca khúc được viết bởi Linkin Park (Chester Bennington, Rob Bourdon, Brad Delson, Joe Hahn, Mike Shinoda), trừ những chỗ ghi chú.
| STT              | Nhan đề               | Sáng tác                                                  | Thời lượng |
| ---------------- | --------------------- | --------------------------------------------------------- | ---------- |
| 1.               | "Papercut"            |                                                           | 3:04       |
| 2.               | "One Step Closer"     |                                                           | 2:35       |
| 3.               | "With You"            | Linkin Park Dust Brothers ( Michael Simpson & John King ) | 3:23       |
| 4.               | "Points of Authority" |                                                           | 3:20       |
| 5.               | "Crawling"            |                                                           | 3:29       |
| 6.               | "Runaway"             | Linkin Park Mark Wakefield                                | 3:03       |
| 7.               | "By Myself"           |                                                           | 3:09       |
| 8.               | "In the End"          |                                                           | 3:36       |
| 9.               | "A Place for My Head" | Linkin Park Wakefield Dave Farrell                        | 3:04       |
| 10.              | "Forgotten"           | Linkin Park Wakefield Farrell                             | 3:14       |
| 11.              | "Cure for the Itch"   |                                                           | 2:37       |
| 12.              | "Pushing Me Away"     |                                                           | 3:11       |
| Tổng thời lượng: | Tổng thời lượng:      | Tổng thời lượng:                                          | 37:45      |

### Bản tiếng Nhật
| Bonus tracks (bài tặng kèm) | Bonus tracks (bài tặng kèm) | Bonus tracks (bài tặng kèm) | Bonus tracks (bài tặng kèm) |
| STT                         | Nhan đề                     | Sáng tác                    | Thời lượng                  |
| --------------------------- | --------------------------- | --------------------------- | --------------------------- |
| 13.                         | "My December"               | Shinoda                     | 4:20                        |
| 14.                         | "High Voltage"              |                             | 3:45                        |
| 15.                         | "One Step Closer" (video)   |                             | 2:55                        |

### Bản đặc biệt trên iTunes (2013)
| Bonus tracks | Bonus tracks                                 | Bonus tracks | Bonus tracks |
| STT          | Nhan đề                                      | Sáng tác     | Thời lượng   |
| ------------ | -------------------------------------------- | ------------ | ------------ |
| 13.          | "High Voltage" (live)                        |              | 3:38         |
| 14.          | "My December"                                | Shinoda      | 4:19         |
| 15.          | "Points of Authority" (Crystal Method remix) |              | 4:56         |
| 16.          | "Papercut" (trực tiếp tại Milton Keynes)     |              | 3:50         |

### Bản đặc biệt
| Spotify bonus tracks (bài tặng kèm trên Spotify) | Spotify bonus tracks (bài tặng kèm trên Spotify) | Spotify bonus tracks (bài tặng kèm trên Spotify) | Spotify bonus tracks (bài tặng kèm trên Spotify) |
| STT                                              | Nhan đề                                          | Sáng tác                                         | Thời lượng                                       |
| ------------------------------------------------ | ------------------------------------------------ | ------------------------------------------------ | ------------------------------------------------ |
| 13.                                              | "My December"                                    | Shinoda                                          | 4:22                                             |
| 14.                                              | "High Voltage"                                   |                                                  | 3:47                                             |
| 15.                                              | "Papercut" (thu trực tiếp tại BBC1)              |                                                  | 3:09                                             |

| Bonus disc (đĩa tặng kèm) | Bonus disc (đĩa tặng kèm)                                       | Bonus disc (đĩa tặng kèm)     | Bonus disc (đĩa tặng kèm) |
| STT                       | Nhan đề                                                         | Sáng tác                      | Thời lượng                |
| ------------------------- | --------------------------------------------------------------- | ----------------------------- | ------------------------- |
| 1.                        | "Papercut" (trực tiếp tại Docklands Arena, London)              |                               | 3:13                      |
| 2.                        | "Points of Authority" (trực tiếp tại Docklands Arena, Luân Đôn) |                               | 3:30                      |
| 3.                        | "A Place for My Head" (trực tiếp tại Docklands Arena, Luân Đôn) | Linkin Park Wakefield Farrell | 3:11                      |
| 4.                        | "My December"                                                   | Shinoda                       | 4:20                      |
| 5.                        | "High Voltage"                                                  |                               | 3:45                      |

### Tái bản vinyl (2013)
| Bonus 10" | Bonus 10"         | Bonus 10" | Bonus 10"  |
| STT       | Nhan đề           | Sáng tác  | Thời lượng |
| --------- | ----------------- | --------- | ---------- |
| 1.        | "One Step Closer" |           | 2:39       |
| 2.        | "My December"     | Shinoda   | 4:21       |

### Bản kỷ niệm 20 năm
Bản đĩa kỷ niệm 20 năm có bản album gốc (cả định dạng CD, vinyl và nhạc số) trên đĩa một.
Tất cả các ca khúc được viết bởi Linkin Park, trừ chỗ ghi chú.
| Đĩa 2 – Reanimation (CD, vinyl và kỹ thuật số; vinyl album kép, CD độc quyền đến bản siêu đặc biệt) | Đĩa 2 – Reanimation (CD, vinyl và kỹ thuật số; vinyl album kép, CD độc quyền đến bản siêu đặc biệt) | Đĩa 2 – Reanimation (CD, vinyl và kỹ thuật số; vinyl album kép, CD độc quyền đến bản siêu đặc biệt) | Đĩa 2 – Reanimation (CD, vinyl và kỹ thuật số; vinyl album kép, CD độc quyền đến bản siêu đặc biệt) | Đĩa 2 – Reanimation (CD, vinyl và kỹ thuật số; vinyl album kép, CD độc quyền đến bản siêu đặc biệt) |
| STT                                                                                                 | Nhan đề                                                                                             | Sáng tác                                                                                            | Bài hát gốc trong Hybrid Theory                                                                     | Thời lượng                                                                                          |
| --------------------------------------------------------------------------------------------------- | --------------------------------------------------------------------------------------------------- | --------------------------------------------------------------------------------------------------- | --------------------------------------------------------------------------------------------------- | --------------------------------------------------------------------------------------------------- |
| 1.                                                                                                  | "Opening"                                                                                           | Shinoda                                                                                             | | 1:07                                                                                                |
| 2.                                                                                                  | "Pts.OF.Athrty" (hợp tác với Jay Gordon)                                                            | | "Points of Authority"                                                                               | 3:45                                                                                                |
| 3.                                                                                                  | "Enth E Nd" (hợp tác với KutMasta Kurt và Motion Man)                                               | | "In the End"                                                                                        | 4:00                                                                                                |
| 4.                                                                                                  | "[Chali]"                                                                                           | | | 0:23                                                                                                |
| 5.                                                                                                  | "Frgt/10" (hợp tác với Alchemist and Chali 2na)                                                     | Linkin Park Wakefield Farrell                                                                       | "Forgotten"                                                                                         | 3:32                                                                                                |
| 6.                                                                                                  | "P5hng Me A*wy" (hợp tác với Stephen Richards)                                                      | | "Pushing Me Away"                                                                                   | 4:38                                                                                                |
| 7.                                                                                                  | "Plc.4 Mie Hæd" (hợp tác với Amp Live và Zion)                                                      | Linkin Park Wakefield Farrell                                                                       | "A Place for My Head"                                                                               | 4:20                                                                                                |
| 8.                                                                                                  | "X-Ecutioner Style" (hợp tác với Sean C, Roc Raida and Black Thought)                               | | | 1:49                                                                                                |
| 9.                                                                                                  | "H! Vltg3" (hợp tác với Evidence, Pharoahe Monch cD DJ Babu)                                        | Linkin Park Derek Murphy Lorenzo Dechalus Maxwell Dixon                                             | "High Voltage"                                                                                      | 3:30                                                                                                |
| 10.                                                                                                 | "[Riff Raff]"                                                                                       | | | 0:21                                                                                                |
| 11.                                                                                                 | "Wth>You" (hợp tác với Aceyalone)                                                                   | Linkin Park Dust Brothers (Simpson & King)                                                          | "With You"                                                                                          | 4:12                                                                                                |
| 12.                                                                                                 | "Ntr\Mssion"                                                                                        | Shinoda                                                                                             | | 0:29                                                                                                |
| 13.                                                                                                 | "Ppr:Kut" (hợp tác với Cheapshot, Jubacca, Rasco and Planet Asia)                                   | | "Papercut"                                                                                          | 3:26                                                                                                |
| 14.                                                                                                 | "Rnw@y" (hợp tác với Backyard Bangers and Phoenix Orion)                                            | Linkin Park Wakefield                                                                               | "Runaway"                                                                                           | 3:13                                                                                                |
| 15.                                                                                                 | "My<Dsmbr" (hợp tác với Mickey P. and Kelli Ali)                                                    | | "My December"                                                                                       | 4:17                                                                                                |
| 16.                                                                                                 | "[Stef]"                                                                                            | | | 0:10                                                                                                |
| 17.                                                                                                 | "By_Myslf" (hợp tác với Josh Abraham and Stephen Carpenter)                                         | | "By Myself"                                                                                         | 3:42                                                                                                |
| 18.                                                                                                 | "Kyur4 th Ich"                                                                                      | | "Cure for the Itch"                                                                                 | 2:32                                                                                                |
| 19.                                                                                                 | "1Stp Klosr" (hợp tác với The Humble Brothers and Jonathan Davis)                                   | | "One Step Closer"                                                                                   | 5:46                                                                                                |
| 20.                                                                                                 | "Krwlng" (hợp tác với Aaron Lewis)                                                                  | | "Crawling"                                                                                          | 5:40                                                                                                |
| Tổng thời lượng:                                                                                    | Tổng thời lượng:                                                                                    | Tổng thời lượng:                                                                                    | Tổng thời lượng:                                                                                    | 60:52                                                                                               |

| Đĩa 3 – EP Hybrid Theory (chỉ có vinyl và nhạc số; vinyl độc quyền đến bản siêu đặc biệt) | Đĩa 3 – EP Hybrid Theory (chỉ có vinyl và nhạc số; vinyl độc quyền đến bản siêu đặc biệt) | Đĩa 3 – EP Hybrid Theory (chỉ có vinyl và nhạc số; vinyl độc quyền đến bản siêu đặc biệt) | Đĩa 3 – EP Hybrid Theory (chỉ có vinyl và nhạc số; vinyl độc quyền đến bản siêu đặc biệt) |
| STT                                                                                       | Nhan đề                                                                                   | Sáng tác                                                                                  | Thời lượng                                                                                |
| ----------------------------------------------------------------------------------------- | ----------------------------------------------------------------------------------------- | ----------------------------------------------------------------------------------------- | ----------------------------------------------------------------------------------------- |
| 1.                                                                                        | "Carousel"                                                                                |                                                                                           | 3:00                                                                                      |
| 2.                                                                                        | "Technique" (short)                                                                       | Hahn Shinoda                                                                              | 0:40                                                                                      |
| 3.                                                                                        | "Step Up"                                                                                 | Delson Hahn Shinoda                                                                       | 4:00                                                                                      |
| 4.                                                                                        | "And One"                                                                                 |                                                                                           | 4:35                                                                                      |
| 5.                                                                                        | "High Voltage"                                                                            | Delson Hahn Shinoda                                                                       | 3:30                                                                                      |
| 6.                                                                                        | "Part of Me" (gồm cả số liệu thống kê và bài hát ẩn, tạm đặt tên là "Ambient")            |                                                                                           | 12:45                                                                                     |
| Tổng thời lượng:                                                                          | Tổng thời lượng:                                                                          | Tổng thời lượng:                                                                          | 27:50                                                                                     |

| Đĩa 4 – B-Side Rarities (CD, vinyl và nhạc số; vinyl độc quyền đến bộ đĩa vinyl) | Đĩa 4 – B-Side Rarities (CD, vinyl và nhạc số; vinyl độc quyền đến bộ đĩa vinyl)        | Đĩa 4 – B-Side Rarities (CD, vinyl và nhạc số; vinyl độc quyền đến bộ đĩa vinyl)                         | Đĩa 4 – B-Side Rarities (CD, vinyl và nhạc số; vinyl độc quyền đến bộ đĩa vinyl) | Đĩa 4 – B-Side Rarities (CD, vinyl và nhạc số; vinyl độc quyền đến bộ đĩa vinyl) |
| STT                                                                              | Nhan đề                                                                                 | Sáng tác                                                                                                 | Bản phát hành gốc                                                                | Thời lượng                                                                       |
| -------------------------------------------------------------------------------- | --------------------------------------------------------------------------------------- | --- | -------------------------------------------------------------------------------- | -------------------------------------------------------------------------------- |
| 1.                                                                               | "One Step Closer" (rock mix)                                                            | | "One Step Closer" US single (2000)                                               | 2:37                                                                             |
| 2.                                                                               | "It's Goin' Down" (thể hiện bởi the X-Ecutioners; hợp tác với Mike Shinoda và Joe Hahn) | Shinoda Hahn Rob Aguilar Anthony Williams Keith Bailey Alvin Joiner Melvin Jones Melvin Charles Bradford | Built from Scratch (2002)                                                        | 4:09                                                                             |
| 3.                                                                               | "Papercut" (thu trực tiếp tại BBC1)                                                     | | đĩa đơn "Crawling" (2001)                                                        | 3:07                                                                             |
| 4.                                                                               | "In the End" (thu trực tiếp tại BBC1)                                                   | | đĩa đơn "In the End" (2001)                                                      | 3:25                                                                             |
| 5.                                                                               | "Point of Authority" (thu trực tiếp tại BBC1)                                           | | đĩa đơn "Papercut" (2001)                                                        | 3:24                                                                             |
| 6.                                                                               | "High Voltage"                                                                          | | đĩa đơn "One Step Closer" ở Anh (2001)                                           | 3:44                                                                             |
| 7.                                                                               | "Step Up" (Demo năm 1999)                                                               | | Hybrid Theory (EP) (1999) / "In the End" single (2001)                           | 3:54                                                                             |
| 8.                                                                               | "My December"                                                                           | Shinoda                                                                                                  | Kevin and Bean: The Real Slim Santa (2000) / "One Step Closer" UK single (2001)  | 4:21                                                                             |
| 9.                                                                               | "A Place for My Head" (trực tiếp tại Docklands Arena, Luân Đôn)                         | Linkin Park Wakefield Farrell                                                                            | đĩa đơn "In the End" (2001)                                                      | 3:10                                                                             |
| 10.                                                                              | "Points of Authority" (trực tiếp tại Docklands Arena, Luân Đôn)                         | | "In the End" single (2001)                                                       | 3:29                                                                             |
| 11.                                                                              | "Papercut" (trực tiếp tại Docklands Arena, Luân Đôn)                                    | | đĩa đơn "Papercut" (2001)                                                        | 3:12                                                                             |
| 12.                                                                              | "Buy Myself" (Marilyn Manson remix)                                                     | | đĩa đơn "Pts.OF.Athrty" (2002)                                                   | 4:26                                                                             |
| Tổng thời lượng:                                                                 | Tổng thời lượng:                                                                        | Tổng thời lượng:                                                                                         | Tổng thời lượng:                                                                 | 41:38                                                                            |

| Đĩa 5 – LPU Rarities (chỉ CD và nhạc số; CD độc quyền đến bản siêu đặc biệt) | Đĩa 5 – LPU Rarities (chỉ CD và nhạc số; CD độc quyền đến bản siêu đặc biệt) | Đĩa 5 – LPU Rarities (chỉ CD và nhạc số; CD độc quyền đến bản siêu đặc biệt) | Đĩa 5 – LPU Rarities (chỉ CD và nhạc số; CD độc quyền đến bản siêu đặc biệt) | Đĩa 5 – LPU Rarities (chỉ CD và nhạc số; CD độc quyền đến bản siêu đặc biệt) |
| STT                                                                          | Nhan đề                                                                      | Sáng tác                                                                     | Bản phát hành gốc                                                            | Thời lượng                                                                   |
| ---------------------------------------------------------------------------- | ---------------------------------------------------------------------------- | ---------------------------------------------------------------------------- | ---------------------------------------------------------------------------- | ---------------------------------------------------------------------------- |
| 1.                                                                           | "In the End" (demo)                                                          |                                                                              | LP Underground Eleven                                                        | 3:48                                                                         |
| 2.                                                                           | "Dedicated" (1999 demo)                                                      |                                                                              | LP Underground 2.0                                                           | 3:11                                                                         |
| 3.                                                                           | "With You" (trực tiếp tại Docklands Arena, Luân Đôn)                         | Linkin Park Dust Brothers (Simpson & King)                                   | LP Underground 2.0                                                           | 3:22                                                                         |
| 4.                                                                           | "High Voltage" (trực tiếp tại Docklands Arena, Luân Đôn)                     |                                                                              | LP Underground 2.0                                                           | 4:02                                                                         |
| 5.                                                                           | "Points of Authority" (demo)                                                 |                                                                              | LP Underground 12                                                            | 3:00                                                                         |
| 6.                                                                           | "Stick and Move" ("Runaway" demo 1999)                                       | Linkin Park Wakefield                                                        | LP Underground 9: Demos                                                      | 0:55                                                                         |
| 7.                                                                           | "Esaul" ("A Place for My Head" demo)                                         | Linkin Park Wakefield Farrell                                                | LP Underground Eleven                                                        | 3:06                                                                         |
| 8.                                                                           | "Oh No" ("Points of Authority" demo)                                         |                                                                              | LP Underground X: Demos                                                      | 2:04                                                                         |
| 9.                                                                           | "Slip" (unreleased demo 1998)                                                | Linkin Park Wakefield Farrell                                                | LP Underground Eleven                                                        | 3:28                                                                         |
| 10.                                                                          | "Grr" (1999 demo)                                                            |                                                                              | LP Underground 15                                                            | 0:26                                                                         |
| 11.                                                                          | "So Far Away" (unreleased 1998)                                              | Linkin Park Farrell                                                          | LP Underground 12                                                            | 2:50                                                                         |
| 12.                                                                          | "Coal" (unreleased demo 1997)                                                |                                                                              | LP Underground X: Demos                                                      | 3:37                                                                         |
| 13.                                                                          | "Forgotten" (demo)                                                           | Linkin Park Wakefield Farrell                                                | LP Underground 12                                                            | 3:44                                                                         |
| 14.                                                                          | "Sad" ("By Myself" demo 1999)                                                |                                                                              | LP Underground 9: Demos                                                      | 1:08                                                                         |
| 15.                                                                          | "Hurry" (1999 demo)                                                          |                                                                              | LP Underground 15                                                            | 2:34                                                                         |
| 16.                                                                          | "Blue" (unreleased demo 1998)                                                | Linkin Park Farrell                                                          | LP Underground Eleven                                                        | 3:27                                                                         |
| 17.                                                                          | "Chair" (1999 "Part of Me" demo)                                             |                                                                              | LP Underground 15                                                            | 1:56                                                                         |
| 18.                                                                          | "Pts.OF.Athrty" (Crystal Method remix)                                       |                                                                              | LP Underground 2.0                                                           | 4:58                                                                         |
| Tổng thời lượng:                                                             | Tổng thời lượng:                                                             | Tổng thời lượng:                                                             | Tổng thời lượng:                                                             | 51:45                                                                        |

| Đĩa 6 – Forgotten Demos (chỉ CD và nhạc số; CD độc quyền đến bản siêu đặc biệt) | Đĩa 6 – Forgotten Demos (chỉ CD và nhạc số; CD độc quyền đến bản siêu đặc biệt) | Đĩa 6 – Forgotten Demos (chỉ CD và nhạc số; CD độc quyền đến bản siêu đặc biệt)                              | Đĩa 6 – Forgotten Demos (chỉ CD và nhạc số; CD độc quyền đến bản siêu đặc biệt) |
| STT                                                                             | Nhan đề                                                                         | Sáng tác | Thời lượng                                                                      |
| ------------------------------------------------------------------------------- | ------------------------------------------------------------------------------- | --- | ------------------------------------------------------------------------------- |
| 1.                                                                              | "Dialate" (Xero demo)                                                           | Shinoda Wakefield Clifford Smith Robert Fitzgerald Diggs Corey Woods                                         | 3:24                                                                            |
| 2.                                                                              | "Pictureboard"                                                                  | Delson Hahn Shinoda Wakefield Barry Eugene White                                                             | 4:01                                                                            |
| 3.                                                                              | "She Couldn't"                                                                  | Bennington Delson Shinoda Milo Berger Erik Meltzer Joe Thomas Lance Quinn Brad Baker Donnie Lewis Yasiin Bey | 5:05                                                                            |
| 4.                                                                              | "Could Have Been"                                                               | Bennington Delson Shinoda                                                                                    | 4:37                                                                            |
| 5.                                                                              | "Reading My Eyes" (Xero demo)                                                   | Shinoda Wakefield                                                                                            | 2:59                                                                            |
| 6.                                                                              | "Rhinestone" (Xero demo)                                                        | Delson Hahn Shinoda Wakefield                                                                                | 3:40                                                                            |
| 7.                                                                              | "Esaul" (Xero demo)                                                             | Delson Hahn Shinoda Wakefield                                                                                | 3:07                                                                            |
| 8.                                                                              | "Stick N' Move" ("Runaway" demo)                                                | Shinoda Wakefield                                                                                            | 3:17                                                                            |
| 9.                                                                              | "Carousel" (demo)                                                               | | 2:58                                                                            |
| 10.                                                                             | "Point of Authority" (demo)                                                     | | 3:20                                                                            |
| 11.                                                                             | "Crawling" (demo)                                                               | | 3:49                                                                            |
| 12.                                                                             | "SuperXero" ("By Myself" demo)                                                  | Bennington Delson Shinoda                                                                                    | 3:18                                                                            |
| Tổng thời lượng:                                                                | Tổng thời lượng:                                                                | Tổng thời lượng:                                                                                             | 43:35                                                                           |

| Sampler (cassette; độc quyền đến bản siêu đặc biệt) | Sampler (cassette; độc quyền đến bản siêu đặc biệt) | Sampler (cassette; độc quyền đến bản siêu đặc biệt) | Sampler (cassette; độc quyền đến bản siêu đặc biệt) |
| STT                                                 | Nhan đề                                             | Sáng tác                                            | Thời lượng                                          |
| --------------------------------------------------- | --------------------------------------------------- | --------------------------------------------------- | --------------------------------------------------- |
| 1.                                                  | "One Step Closer"                                   |                                                     | 2:36                                                |
| 2.                                                  | "With You"                                          | Linkin Park Dust Brothers (Simpson & King)          | 3:23                                                |
| Tổng thời lượng:                                    | Tổng thời lượng:                                    | Tổng thời lượng:                                    | 5:59                                                |

| DVD 1 – Frat Party at the Pankake Festival (độc quyền đến bản siêu đặc biệt) | DVD 1 – Frat Party at the Pankake Festival (độc quyền đến bản siêu đặc biệt)          | DVD 1 – Frat Party at the Pankake Festival (độc quyền đến bản siêu đặc biệt) |
| STT                                                                          | Nhan đề                                                                               | Thời lượng                                                                   |
| ---------------------------------------------------------------------------- | ------------------------------------------------------------------------------------- | ---------------------------------------------------------------------------- |
| 1.                                                                           | "Intro"                                                                               | 1:51                                                                         |
| 2.                                                                           | "Papercut"                                                                            | 3:12                                                                         |
| 3.                                                                           | "Beginnings"                                                                          | 5:24                                                                         |
| 4.                                                                           | "Points of Authority"                                                                 | 3:30                                                                         |
| 5.                                                                           | "The Live Show"                                                                       | 3:17                                                                         |
| 6.                                                                           | ""Crawling" Video Shoot"                                                              | 1:21                                                                         |
| 7.                                                                           | "Crawling"                                                                            | 3:35                                                                         |
| 8.                                                                           | "Touring"                                                                             | 9:28                                                                         |
| 9.                                                                           | "Cure for the Itch"                                                                   | 0:54                                                                         |
| 10.                                                                          | "The Band"                                                                            | 7:56                                                                         |
| 11.                                                                          | "One Step Closer"                                                                     | 2:55                                                                         |
| 12.                                                                          | "The Future"                                                                          | 2:43                                                                         |
| 13.                                                                          | "In the End"                                                                          | 3:36                                                                         |
| 14.                                                                          | "End"                                                                                 | 0:16                                                                         |
| 15.                                                                          | "Making of In the End Video" (thuộc tính năng đặc biệt)                               | 12:42                                                                        |
| 16.                                                                          | "Crawling Live Music Video with Multiangles" (thuộc tính năng đặc biệt)               | 4:07                                                                         |
| 17.                                                                          | "Mike and Joe's Art Piece" (thuộc tính năng đặc biệt)                                 | 1:35                                                                         |
| 18.                                                                          | "Chester's Tattoos" (thuộc tính năng đặc biệt)                                        | 1:23                                                                         |
| 19.                                                                          | "bản Crawling Bryson Bluegrass" (audio only) (thuộc tính năng đặc biệt)               | 4:06                                                                         |
| 20.                                                                          | "High Voltage" (audio only) (thuộc tính năng đặc biệt)                                | 3:45                                                                         |
| 21.                                                                          | "My December" (audio only) (thuộc tính năng đặc biệt)                                 | 4:23                                                                         |
| 22.                                                                          | "LPTV" (thuộc tính năng đặc biệt)                                                     | 12:22                                                                        |
| 23.                                                                          | "Weblink" (thuộc tính năng đặc biệt)                                                  |                                                                              |
| 24.                                                                          | "Esaul" (studio footage) (nằm trong các Easter egg)                                   |                                                                              |
| 25.                                                                          | "Points of Authority" (trực tiếp tại the Dragon Festival) (nằm trong các Easter egg)  |                                                                              |
| 26.                                                                          | "One Step Father" (nằm trong các Easter egg)                                          |                                                                              |
| 27.                                                                          | "Broken Table in London" (nằm trong các Easter egg)                                   |                                                                              |
| 28.                                                                          | "One Step Closer" (The Humble Brothers remix) (audio only) (nằm trong các Easter egg) |                                                                              |

| DVD 2 – Projekt Revolution 2002 / The Sequel to the DVD with the Worst Name We've Ever Come Up With (độc quyền đến bản siêu đặc biệt) | DVD 2 – Projekt Revolution 2002 / The Sequel to the DVD with the Worst Name We've Ever Come Up With (độc quyền đến bản siêu đặc biệt) | DVD 2 – Projekt Revolution 2002 / The Sequel to the DVD with the Worst Name We've Ever Come Up With (độc quyền đến bản siêu đặc biệt) | DVD 2 – Projekt Revolution 2002 / The Sequel to the DVD with the Worst Name We've Ever Come Up With (độc quyền đến bản siêu đặc biệt) |
| STT | Nhan đề | Sáng tác | Thời lượng |
| --- | --- | --- | --- |
| 1. | "With You" (trực tiếp tại Projekt Revolution 2002)                                                                                    | Linkin Park Dust Brothers (Simpson & King)                                                                                            | 3:27 |
| 2. | "Runaway" (trực tiếp tại Projekt Revolution 2002)                                                                                     | Linkin Park Wakefield | 3:20 |
| 3. | "Papercut" (trực tiếp tại Projekt Revolution 2002)                                                                                    | | 3:05 |
| 4. | "Points of Authority" (trực tiếp tại Projekt Revolution 2002)                                                                         | | 3:26 |
| 5. | "Step Up" (trực tiếp tại Projekt Revolution 2002)                                                                                     | Delson Hahn Shinoda | 3:53 |
| 6. | "Pushing Me Away" (trực tiếp tại Projekt Revolution 2002)                                                                             | | 3:19 |
| 7. | "In the End" (trực tiếp tại Projekt Revolution 2002)                                                                                  | | 3:26 |
| 8. | "A Place for My Head" (trực tiếp tại Projekt Revolution 2002)                                                                         | Linkin Park Wakefield Farrell | 3:35 |
| 9. | "Forgotten" (trực tiếp tại Projekt Revolution 2002)                                                                                   | Linkin Park Wakefield Farrell | 4:16 |
| 10. | "It's Goin' Down" (hợp tác với DJ Z-Trip and Riff Raff) (trực tiếp tại Projekt Revolution 2002)                                       | Shinoda Hahn Aguilar Williams Bailey Joiner Jones M. Bradford                                                                         | 5:06 |
| 11. | "Crawling" (trực tiếp tại Projekt Revolution 2002)                                                                                    | | 3:31 |
| 12. | "My December" (trực tiếp tại Projekt Revolution 2002)                                                                                 | Shinoda | 4:26 |
| 13. | "Mr. Hahn Solo" (trực tiếp tại Projekt Revolution 2002)                                                                               | | 1:02 |
| 14. | "By Myself" (trực tiếp tại Projekt Revolution 2002)                                                                                   | | 3:27 |
| 15. | "My Own Summer (Shove It)" (Deftones cover) (trực tiếp tại Projekt Revolution 2002)                                                   | Chino Moreno Stephen Carpenter Chi Cheng Abe Cunningham                                                                               | 3:47 |
| 16. | "One Step Closer" (trực tiếp tại Projekt Revolution 2002)                                                                             | | 4:28 |
| 17. | "The Sequel to the DVD with the Worst Name We've Ever Come Up With"                                                                   | | 42:29 |
| Tổng thời lượng: | Tổng thời lượng: | Tổng thời lượng: | 1:40:09 |

| DVD 3 – The Fillmore 2001 / Rock am Ring 2001 (độc quyền đến bản siêu đặc biệt) | DVD 3 – The Fillmore 2001 / Rock am Ring 2001 (độc quyền đến bản siêu đặc biệt) | DVD 3 – The Fillmore 2001 / Rock am Ring 2001 (độc quyền đến bản siêu đặc biệt) | DVD 3 – The Fillmore 2001 / Rock am Ring 2001 (độc quyền đến bản siêu đặc biệt) |
| STT                                                                             | Nhan đề                                                                         | Sáng tác                                                                        | Thời lượng                                                                      |
| ------------------------------------------------------------------------------- | ------------------------------------------------------------------------------- | ------------------------------------------------------------------------------- | ------------------------------------------------------------------------------- |
| 1.                                                                              | "With You" (trực tiếp tại the Fillmore 2001)                                    | Linkin Park Dust Brothers (Simpson & King)                                      |                                                                                 |
| 2.                                                                              | "Runaway" (trực tiếp tại the Fillmore 2001)                                     | Linkin Park Wakefield                                                           |                                                                                 |
| 3.                                                                              | "Papercut" (trực tiếp tại the Fillmore 2001)                                    |                                                                                 |                                                                                 |
| 4.                                                                              | "By Myself" (trực tiếp tại the Fillmore 2001)                                   |                                                                                 |                                                                                 |
| 5.                                                                              | "Points of Authority" (trực tiếp tại the Fillmore 2001)                         |                                                                                 |                                                                                 |
| 6.                                                                              | "High Voltage" (trực tiếp tại the Fillmore 2001)                                |                                                                                 |                                                                                 |
| 7.                                                                              | "Crawling" (trực tiếp tại the Fillmore 2001)                                    |                                                                                 |                                                                                 |
| 8.                                                                              | "Pushing Me Away" (trực tiếp tại the Fillmore 2001)                             |                                                                                 |                                                                                 |
| 9.                                                                              | "And One" (trực tiếp tại the Fillmore 2001)                                     |                                                                                 |                                                                                 |
| 10.                                                                             | "In the End" (trực tiếp tại the Fillmore 2001)                                  |                                                                                 |                                                                                 |
| 11.                                                                             | "A Place for My Head" (trực tiếp tại the Fillmore 2001)                         | Linkin Park Wakefield Farrell                                                   |                                                                                 |
| 12.                                                                             | "Forgotten" (trực tiếp tại the Fillmore 2001)                                   | Linkin Park Wakefield Farrell                                                   |                                                                                 |
| 13.                                                                             | "One Step Closer" (trực tiếp tại the Fillmore 2001)                             |                                                                                 |                                                                                 |
| 14.                                                                             | "With You" (trực tiếp tại Rock am Ring 2001)                                    | Linkin Park Dust Brothers (Simpson & King)                                      |                                                                                 |
| 15.                                                                             | "Runaway" (trực tiếp tại Rock am Ring 2001)                                     | Linkin Park Wakefield                                                           |                                                                                 |
| 16.                                                                             | "Papercut" (trực tiếp tại Rock am Ring 2001)                                    |                                                                                 |                                                                                 |
| 17.                                                                             | "By Myself" (trực tiếp tại Rock am Ring 2001)                                   |                                                                                 |                                                                                 |
| 18.                                                                             | "Points of Authority" (trực tiếp tại Rock am Ring 2001)                         |                                                                                 |                                                                                 |
| 19.                                                                             | "High Voltage" (trực tiếp tại Rock am Ring 2001)                                |                                                                                 |                                                                                 |
| 20.                                                                             | "Crawling" (trực tiếp tại Rock am Ring 2001)                                    |                                                                                 |                                                                                 |
| 21.                                                                             | "Pushing Me Away" (trực tiếp tại Rock am Ring 2001)                             |                                                                                 |                                                                                 |
| 22.                                                                             | "And One" (trực tiếp tại Rock am Ring 2001)                                     |                                                                                 |                                                                                 |
| 23.                                                                             | "In the End" (trực tiếp tại Rock am Ring 2001)                                  |                                                                                 |                                                                                 |
| 24.                                                                             | "A Place for My Head" (trực tiếp tại Rock am Ring 2001)                         | Linkin Park Wakefield Farrell                                                   |                                                                                 |
| 25.                                                                             | "Forgotten" (trực tiếp tại Rock am Ring 2001)                                   | Linkin Park Wakefield Farrell                                                   |                                                                                 |
| 26.                                                                             | "One Step Closer" (trực tiếp tại Rock am Ring 2001)                             |                                                                                 |                                                                                 |

## Xếp hạng
| Xếp hạng (2001–2002)                     | Vị trí cao nhất |
| ---------------------------------------- | --------------- |
| Album Úc (ARIA)                          | 2               |
| Album nhạc alternative Úc (ARIA)         | 1               |
| Album heavy rock & metal Úc (ARIA)       | 5               |
| Album Áo (Ö3 Austria)                    | 2               |
| Album Bỉ (Ultratop Vlaanderen)           | 3               |
| Album Bỉ (Ultratop Wallonie)             | 13              |
| Album Canada (Billboard)                 | 5               |
| Album Đan Mạch (Hitlisten)               | 4               |
| Album Hà Lan (Album Top 100)             | 13              |
| Album châu Âu (Music & Media)            | 4               |
| Album Phần Lan (Suomen virallinen lista) | 4               |
| Album Pháp (SNEP)                        | 17              |
| Album Đức (Offizielle Top 100)           | 2               |
| Album Hy Lạp (IFPI)                      | 8               |
| Album Hungaria (MAHASZ)                  | 4               |
| Album Ireland (IRMA)                     | 6               |
| Album Ý (FIMI)                           | 2               |
| Album Nhật Bản (Oricon)                  | 19              |
| Album New Zealand (RMNZ)                 | 1               |
| Album Na Uy (VG-lista)                   | 5               |
| Album Ba Lan (ZPAV)                      | 10              |
| Album Bồ Đào Nha (AFP)                   | 5               |
| Album Scotland (OCC)                     | 4               |
| Album Tây Ban Nha (AFYVE)                | 15              |
| Album Thụy Điển (Sverigetopplistan)      | 4               |
| Album Thụy Sĩ (Schweizer Hitparade)      | 5               |
| Album Anh Quốc (OCC)                     | 4               |
| Album Anh Quốc Rock & Metal (OCC)        | 1               |
| Album Hoa Kỳ Billboard 200               | 2               |

| Xếp hạng (2017)                          | Vị trí cao nhất |
| ---------------------------------------- | --------------- |
| Album Úc (ARIA)                          | 2               |
| Album Áo (Ö3 Austria)                    | 6               |
| Album Canada (Billboard)                 | 10              |
| Album Quốc tế Croatia (HDU)              | 39              |
| Album Cộng hòa Séc (ČNS IFPI)            | 11              |
| Album Đan Mạch (Hitlisten)               | 8               |
| Album Phần Lan (Suomen virallinen lista) | 8               |
| Album Đức (Offizielle Top 100)           | 11              |
| Album Ireland (IRMA)                     | 4               |
| Album Ý (FIMI)                           | 9               |
| Album New Zealand (RMNZ)                 | 5               |
| Album Na Uy (VG-lista)                   | 17              |
| Album Ba Lan (ZPAV)                      | 24              |
| Album Scotland (OCC)                     | 5               |
| Album Thụy Sĩ (Romandie)                 | 9               |
| Album Thụy Sĩ (Schweizer Hitparade)      | 8               |
| Album Anh Quốc (OCC)                     | 4               |
| Album Anh Quốc Rock & Metal (OCC)        | 1               |
| Album Hoa Kỳ Billboard 200               | 8               |
| Album Hoa Kỳ Top Alternative (Billboard) | 3               |
| Album Hoa Kỳ Top Catalog (Billboard)     | 1               |
| Album Hoa Kỳ Top Hard Rock (Billboard)   | 1               |
| Album Hoa Kỳ Top Rock (Billboard)        | 2               |
| Album Hoa Kỳ Vinyl (Billboard)           | 6               |

| Xếp hạng (2020)                         | Vị trí cao nhất |
| --------------------------------------- | --------------- |
| Album Úc (ARIA)                         | 1               |
| Album Bỉ (Ultratop Wallonie)            | 8               |
| Album Hungaria (MAHASZ)                 | 3               |
| Album Bồ Đào Nha (AFP)                  | 2               |
| Album Hoa Kỳ Top Tastemaker (Billboard) | 10              |

| Xếp hạng (2021)             | Vị trí cao nhất |
| --------------------------- | --------------- |
| Album quốc tế Croatia (HDU) | 22              |

| Xếp hạng (2001)                                           | Vị trí |
| --------------------------------------------------------- | ------ |
| Album Úc (ARIA)                                           | 15     |
| Album Áo (Ö3 Austria)                                     | 6      |
| Album Bỉ (Ultratop Flanders)                              | 8      |
| Album Bỉ (Ultratop Wallonia)                              | 92     |
| Album nhạc alternative Bỉ (Ultratop Flanders)             | 3      |
| Album Canada (Nielsen SoundScan)                          | 11     |
| Album nhạc metal Canada (Nielsen SoundScan)               | 4      |
| Album Đan Mạch (Hitlisten)                                | 68     |
| Album Hà Lan (Album Top 100)                              | 47     |
| Album châu Âu (Music & Media)                             | 4      |
| Album Pháp (SNEP)                                         | 111    |
| Album Đức (Offizielle Top 100)                            | 4      |
| Album Ireland (IRMA)                                      | 12     |
| Album Ý (FIMI)                                            | 33     |
| Album New Zealand (RMNZ)                                  | 1      |
| Album Thụy Điển (Sverigetopplistan)                       | 3      |
| Albums & nhạc phẩm biên tập Thụy Điển (Sverigetopplistan) | 4      |
| Album Thụy Sĩ (Schweizer Hitparade)                       | 29     |
| Album Anh Quốc (OCC)                                      | 13     |
| Billboard 200 của Hoa Kỳ                                  | 6      |
| Album toàn thế giới (IFPI)                                | 1      |

| Xếp hạng (2002)                                           | Vị trí |
| --------------------------------------------------------- | ------ |
| Album Úc (ARIA)                                           | 19     |
| Album Áo (Ö3 Austria)                                     | 23     |
| Album Bỉ (Ultratop Flanders)                              | 39     |
| Album Bỉ (Ultratop Wallonia)                              | 52     |
| Album nhạc alternative Bỉ (Ultratop Flanders)             | 20     |
| Album Canada (Nielsen SoundScan)                          | 27     |
| Album nhạc alternative Canada (Nielsen SoundScan)         | 6      |
| Album Đan Mạch (Hitlisten)                                | 43     |
| Album Hà Lan (Album Top 100)                              | 53     |
| Album châu Âu (Music & Media)                             | 20     |
| Album Pháp (SNEP)                                         | 68     |
| Album Đức (Offizielle Top 100)                            | 45     |
| Album New Zealand (RMNZ)                                  | 11     |
| Album Thụy Điển (Sverigetopplistan)                       | 58     |
| Album và nhạc phẩm biên tập Thụy Điển (Sverigetopplistan) | 80     |
| Album Thụy Sĩ (Schweizer Hitparade)                       | 30     |
| Album Anh Quốc (OCC)                                      | 85     |
| Billboard 200 của Hoa Kỳ                                  | 5      |
| Album toàn thế giới (IFPI)                                | 28     |

| Xếp hạng (2003)                      | Vị trí |
| ------------------------------------ | ------ |
| Album heavy rock & metal Úc (ARIA)   | 16     |
| Album Bỉ (Ultratop Flanders)         | 89     |
| Album Bỉ (Ultratop Wallonia)         | 100    |
| Album catalog của Hoa Kỳ (Billboard) | 5      |

| Xếp hạng (2004)                                | Vị trí |
| ---------------------------------------------- | ------ |
| Album giá tầm trung của Bỉ (Ultratop Wallonia) | 37     |
| Album catalog của Hoa Kỳ (Billboard)           | 6      |

| Xếp hạng (2007)                                | Vị trí |
| ---------------------------------------------- | ------ |
| Album giá tầm trung của Bỉ (Ultratop Wallonia) | 50     |
| Album Anh Quốc (OCC)                           | 228    |
| Album catalog của Hoa Kỳ (Billboard)           | 32     |

| Xếp hạng (2008)                      | Vị trí |
| ------------------------------------ | ------ |
| Album catalog của Hoa Kỳ (Billboard) | 40     |

| Xếp hạng (2014)                      | Vị trí |
| ------------------------------------ | ------ |
| Billboard 200 của Hoa Kỳ             | 158    |
| Album catalog của Hoa Kỳ (Billboard) | 12     |

| Xếp hạng (2017)                               | Vị trí |
| --------------------------------------------- | ------ |
| Album Úc (ARIA)                               | 78     |
| Album Ý (FIMI)                                | 87     |
| Album Anh Quốc (OCC)                          | 87     |
| Album nhạc alternative của Hoa Kỳ (Billboard) | 16     |
| Billboard 200 của Hoa Kỳ                      | 178    |
| Album catalog của Hoa Kỳ (Billboard)          | 37     |
| Album hard rock của Hoa Kỳ (Billboard)        | 3      |
| Album top rock của Hoa Kỳ (Billboard)         | 20     |

| Xếp hạng (2018)                               | Vị trí |
| --------------------------------------------- | ------ |
| Album nhạc alternative của Hoa Kỳ (Billboard) | 10     |
| Billboard 200 của Hoa Kỳ                      | 171    |
| Album hard rock của Hoa Kỳ (Billboard)        | 7      |
| Album top rock của Hoa Kỳ (Billboard)         | 21     |

| Xếp hạng (2019)                               | Vị trí |
| --------------------------------------------- | ------ |
| Album Bỉ (Ultratop Flanders)                  | 87     |
| Album nhạc alternative của Hoa Kỳ (Billboard) | 14     |
| Album hard rock của Hoa Kỳ (Billboard)        | 10     |
| Album top rock của Hoa Kỳ (Billboard)         | 41     |

| Xếp hạng (2020)                               | Vị trí |
| --------------------------------------------- | ------ |
| Album Bỉ (Ultratop Flanders)                  | 100    |
| Album Bỉ (Ultratop Wallonia)                  | 145    |
| Album Đức (Offizielle Top 100)                | 100    |
| Album Hungary (MAHASZ)                        | 68     |
| Album nhạc alternative của Hoa Kỳ (Billboard) | 13     |
| Album hard rock của Hoa Kỳ (Billboard)        | 5      |
| Album top rock của Hoa Kỳ (Billboard)         | 31     |

| Xếp hạng (2021)                       | Vị trí |
| ------------------------------------- | ------ |
| Album Bỉ (Ultratop Flanders)          | 125    |
| Album Bỉ (Ultratop Wallonia)          | 182    |
| Album Bồ Đào Nha (AFP)                | 44     |
| Billboard 200 của Hoa Kỳ              | 196    |
| Album top rock của Hoa Kỳ (Billboard) | 25     |

| Xếp hạng (2022)              | Vị trí |
| ---------------------------- | ------ |
| Album Bỉ (Ultratop Flanders) | 102    |
| Album Bỉ (Ultratop Wallonia) | 156    |
| Album Bồ Đào Nha (AFP)       | 16     |

| Xếp hạng (2023)                | Vị trí |
| ------------------------------ | ------ |
| Album Bỉ (Ultratop Flanders)   | 70     |
| Album Bỉ (Ultratop Wallonia)   | 133    |
| Album Đức (Offizielle Top 100) | 95     |
| Album Hungary (MAHASZ)         | 94     |
| Billboard 200 của Hoa Kỳ       | 183    |

| Xếp hạng (2000–2009)     | Vị trí |
| ------------------------ | ------ |
| Album Úc (ARIA)          | 95     |
| Album Anh Quốc (OCC)     | 78     |
| Billboard 200 của Hoa Kỳ | 11     |

| Xếp hạng (2010–2019)           | Vị trí |
| ------------------------------ | ------ |
| Album vinyl của Anh Quốc (OCC) | 100    |

## Chứng nhận và doanh số
| Quốc gia | Chứng nhận   | Số đơn vị/doanh số chứng nhận |
| --- | ------------ | ----------------------------- |
| Argentina (CAPIF) | Bạch kim     | 60.000^                       |
| Úc (ARIA) | 5× Bạch kim  | 350.000^                      |
| Áo (IFPI Áo) | Bạch kim     | 50.000*                       |
| Bỉ (BEA) | 2× Bạch kim  | 100.000*                      |
| Brasil (Pro-Música Brasil) | Bạch kim     | 250.000*                      |
| Canada (Music Canada) | 5× Bạch kim  | 500.000^                      |
| Đan Mạch (IFPI Đan Mạch) | 5× Bạch kim  | 100.000‡                      |
| Phần Lan (Musiikkituottajat) | Bạch kim     | 62.629                        |
| Pháp (SNEP) | Bạch kim     | 200.000*                      |
| Đức (BVMI) | 3× Bạch kim  | 1.500.000‡                    |
| Hungary (Mahasz) | Bạch kim     |                               |
| Ý (FIMI) doanh số từ năm 2009 | 2× Bạch kim  | 100.000‡                      |
| Nhật Bản (RIAJ) | Bạch kim     | 200.000^                      |
| Malaysia | —            | 300.000                       |
| México (AMPROFON) | Bạch kim     | 150.000^                      |
| Hà Lan (NVPI) | Bạch kim     | 80.000^                       |
| New Zealand (RMNZ) | 7× Bạch kim  | 105.000‡                      |
| Ba Lan (ZPAV) | Bạch kim     | 70.000*                       |
| Bồ Đào Nha | —            | 70.000                        |
| Bồ Đào Nha (AFP) doanh số từ năm 2024 | Vàng         | 20.000^                       |
| Singapore (RIAS) | Bạch kim     | 10.000*                       |
| Tây Ban Nha (PROMUSICAE) | Bạch kim     | 100.000^                      |
| Thụy Điển (GLF) | Bạch kim     | 80.000^                       |
| Thụy Sĩ (IFPI) | Bạch kim     | 50.000^                       |
| Anh Quốc (BPI) | 6× Bạch kim  | 1.800.000‡                    |
| Hoa Kỳ (RIAA) | 12× Bạch kim | 12.000.000‡                   |
| Tổng hợp |              |                               |
| Châu Âu (IFPI) | 4× Bạch kim  | 4.000.000*                    |
| * Chứng nhận dựa theo doanh số tiêu thụ. ^ Chứng nhận dựa theo doanh số nhập hàng. ‡ Chứng nhận dựa theo doanh số tiêu thụ và phát trực tuyến. |              |                               |